# The Lime Spiders
The Lime Spiders est un groupe d'acid rock australien fondé le 24 décembre 1979.
Le groupe est composé de Mick Blood (chant), Tony Bambach (basse), Ged Corben (guitare), Tony Corben (batterie) et David Sparks (guitare).

## Discographie
- 1987 : The Cave comes alive
- 1988 : Volatile
- 1988 : Headcleaner
- 1990 : Beethoven's Fist
- 1997 : Lime Spiders Live
- 2003 : Nine Miles High: 1983 -1990
- 2007 : Live at the Esplanade

La reprise d'Action Woman de The Litter est un hommage au rock psyché des années 1960.